# Isola Barren
L'isola Barren è un'isola dell'arcipelago delle Andamane. Fa parte del territorio indiano delle Andamane e Nicobare.
Si trova a 138 km da Port Blair, la capitale delle Andamane e Nicobare e sede dell'aeroporto più vicino.

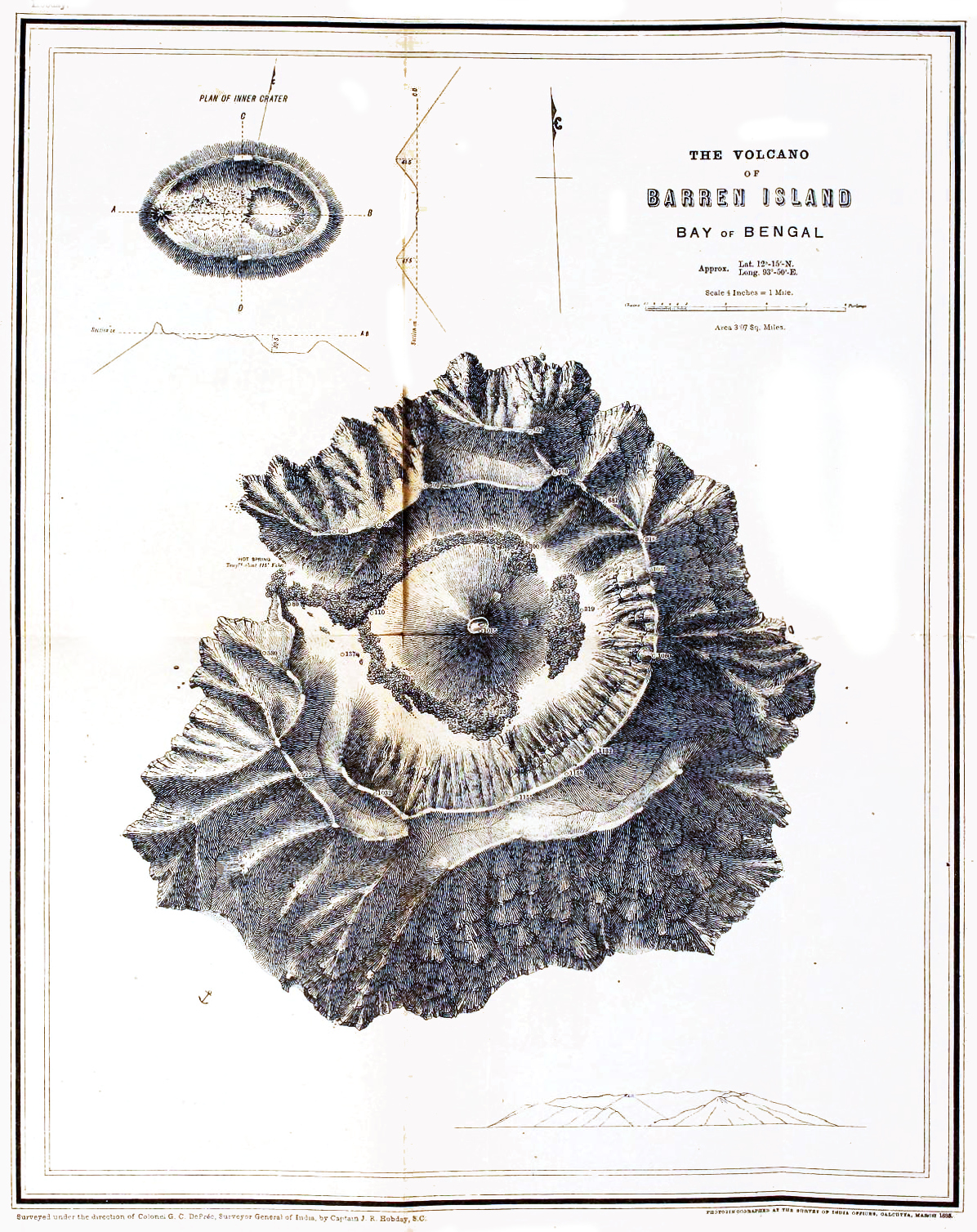
Mappa di Barren island da Memoirs of the Geological Survey of India, vol. 21 (1885)

## Geografia
L'isola vulcanica è dominata dalla struttura dello stratovulcano che la costituisce. Fa parte della cintura vulcanica al bordo delle placche indiane e birmana. Altri vulcani sono presenti nei pressi dell'isola, come l'isola Narcondam, un vulcano dormiente, e i vulcani sottomarini Alcock e Sewell.
Tutte le eruzioni storiche sono avvenute in un cono di scorie di una caldera larga 2 km che si è formata durante il Pleistocene con il collasso del cono primitivo dello stratovulcano. I resti del vulcano primitivo formano le falesie dell'isola che delimitano la caldera, con un'interruzione ad ovest. Il punto più elevato dell'isola si trova a 354 m s.l.m., benché la base del vulcano poggia sul fondale marino a  2250 m di fondo. L'isola ha un diametro di circa 3 km ed un'area totale di 8,34 km²..

## Storia
La prima eruzione del Barren è stata registrata nel 1787. Da allora, vi sono state più di una decina di eruzioni. Le altre eruzioni registrate datano del 1789, 1795, 1803–1804 e nel 1852. Dopo circa un secolo di inattività, il vulcano ha avuto un'altra eruzione nel 1991, che durò sei mesi, causando ingenti danni e fumarole, specialmente sulla fauna locale.
Altre eruzioni sono avvenute negli anni 1994–95 e 2005–07; l'ultima è stata associata al terremoto dell'Oceano Indiano del 2004. Il faro, costruito sull'isola nel 1993, è stato distrutto dalle eruzioni del XXI secolo.
Una squadra del National Institute of Oceanography (NIO) ha registrato il vulcano in eruzione il 23 gennaio 2017. Abhay Mudholkar, il responsabile della squadra, ha descritto l'evento come segue: "Il vulcano sta eruttando in piccoli episodi della durata di circa 5-10 minuti. Durante il giorno si possono osservare solamente nubi di cenere, ma la sera si vedono rosse fontane di lava che esplodono dal cratere nell'atmosfera e colate di lava fluiscono giù lungo le pendici."
L'analisi Ar-Ar ha permesso di datare la più antica colata di lava in superficie a 1,6 milioni di anni fa, mentre la struttura si è formata sul fondo marino circa 106 milioni di anni fa. Tutte le eruzioni hanno un basso valore di Indice di esplosività vulcanica, con l'eruzione del 2015-17 ad un valore di 2.

## Flora e fauna
Come lo indica il suo nome Barren ("brulla" in inglese), l'isola è disabitata e con pochissima flora. Ciò malgrado, vi risiede una piccola popolazione di capre. Vi sono anche uccelli, pipistrelli del genere Pteropus e qualche specie di roditore, fra i quali i ratti.

## Turismo

### Attività subacquee
Le acque attorno all'isola Barren sono fra le più reputate al mondo per le attività subacquee. L'acqua cristallina, la presenza di mante, le interessanti formazioni di basalto e i giardini di coralli sono fra le attrattive maggiori dei fondali dell'isola.